# Equació de Fokker-Planck

Una solució a l'equació unidimensional de Fokker-Planck, amb tant el terme de deriva com el de difusió. En aquest cas, la condició inicial és una funció delta de Dirac centrada lluny de la velocitat zero. Amb el temps la distribució s'eixampla a causa d'impulsos aleatoris.

En mecànica estadística i teoria de la informació, l'equació de Fokker-Planck és una equació diferencial parcial que descriu l'evolució temporal de la funció de densitat de probabilitat de la velocitat d'una partícula sota la influència de les forces d'arrossegament i les forces aleatòries, com en el moviment brownià. L'equació també es pot generalitzar a altres observables. L'equació de Fokker-Planck té múltiples aplicacions en teoria de la informació, teoria de grafs, ciència de dades, finances, economia, etc.
Porta el nom d'Adriaan Fokker i Max Planck, que el van descriure el 1914 i el 1917. També es coneix com l'equació directa de Kolmogorov, del matemàtic Andrei Kolmogórov, que la va descobrir de manera independent el 1931. Quan s'aplica a distribucions de posició de partícules, és més coneguda com l'equació de Smoluchowski (del matemàtic Marian Smoluchowski), i en aquest context és equivalent a l'equació de convecció-difusió. Quan s'aplica a la posició de partícules i distribucions de moment, es coneix com l'equació de Klein-Kramers. El cas amb difusió zero és l'equació de continuïtat. L'equació de Fokker – Planck s'obté a partir de l'equació mestra mitjançant l'expansió de Kramers-Moyal.
La primera derivació microscòpica consistent de l'equació de Fokker-Planck en l'esquema únic de la mecànica clàssica i quàntica va ser realitzada per Nikolay Bogooliubov i Nikolay Krylov.

En una dimensió espacial x, per a un procés Itô impulsat pel procés estàndard de Wiener {\displaystyle W_{t}} i descrit per l'equació diferencial estocàstica (SDE){\displaystyle dX_{t}=\mu (X_{t},t)\,dt+\sigma (X_{t},t)\,dW_{t}}amb deriva {\displaystyle \mu (X_{t},t)} i coeficient de difusió {\displaystyle D(X_{t},t)=\sigma ^{2}(X_{t},t)/2}, l'equació de Fokker-Planck per a la densitat de probabilitat {\displaystyle p(x,t)} de la variable aleatòria {\displaystyle X_{t}} és
| {\displaystyle {\frac {\partial }{\partial t}}p(x,t)=-{\frac {\partial }{\partial x}}\left[\mu (x,t)p(x,t)\right]+{\frac {\partial ^{2}}{\partial x^{2}}}\left[D(x,t)p(x,t)\right].} |

## Dimensions superiors
De manera més general, si{\displaystyle d\mathbf {X} _{t}={\boldsymbol {\mu }}(\mathbf {X} _{t},t)\,dt+{\boldsymbol {\sigma }}(\mathbf {X} _{t},t)\,d\mathbf {W} _{t},}on {\displaystyle \mathbf {X} _{t}} i {\displaystyle {\boldsymbol {\mu }}(\mathbf {X} _{t},t)} són vectors aleatoris N-dimensionals, {\displaystyle {\boldsymbol {\sigma }}(\mathbf {X} _{t},t)} és un {\displaystyle N\times M} matriu i {\displaystyle \mathbf {W} _{t}} és un procés de Wiener estàndard M-dimensional, la densitat de probabilitat {\displaystyle p(\mathbf {x} ,t)} per {\displaystyle \mathbf {X} _{t}} satisfà l'equació de Fokker-Planck
| {\displaystyle {\frac {\partial p(\mathbf {x} ,t)}{\partial t}}=-\sum _{i=1}^{N}{\frac {\partial }{\partial x_{i}}}\left[\mu _{i}(\mathbf {x} ,t)p(\mathbf {x} ,t)\right]+\sum _{i=1}^{N}\sum _{j=1}^{N}{\frac {\partial ^{2}}{\partial x_{i}\,\partial x_{j}}}\left[D_{ij}(\mathbf {x} ,t)p(\mathbf {x} ,t)\right],} |
amb vector de deriva {\displaystyle {\boldsymbol {\mu }}=(\mu _{1},\ldots ,\mu _{N})} i tensor de difusió {\textstyle \mathbf {D} ={\frac {1}{2}}{\boldsymbol {\sigma \sigma }}^{\mathsf {T}}}, és a dir{\displaystyle D_{ij}(\mathbf {x} ,t)={\frac {1}{2}}\sum _{k=1}^{M}\sigma _{ik}(\mathbf {x} ,t)\sigma _{jk}(\mathbf {x} ,t).}